# James K. Polk State Office Building
Das James K. Polk State Office Building ist ein Wolkenkratzer in Nashville, Tennessee. Es hat eine Gesamthöhe von 119 m und besteht aus 24 Etagen. Es ist zurzeit das siebthöchste Gebäude in Nashville.
Im Gebäude befinden sich Büros von Staatsmitarbeitern, das Tennessee Performing Arts Center und das Tennessee State Museum.
Die einzigartige Konstruktion des Gebäudes hat einen zentralen Kern, der sich vom Boden bis zum obersten Stockwerk des Gebäudes zieht. Beginnend von der Spitze wird jedes Stockwerk von dem Kern hängend unterstützt.